# Maurice Levaillant
Maurice Levaillant  (* 17. April 1883 in Crépy-en-Valois; † 28. Mai 1961 in Montmorency) war ein französischer Dichter, Romanist und Literaturwissenschaftler.

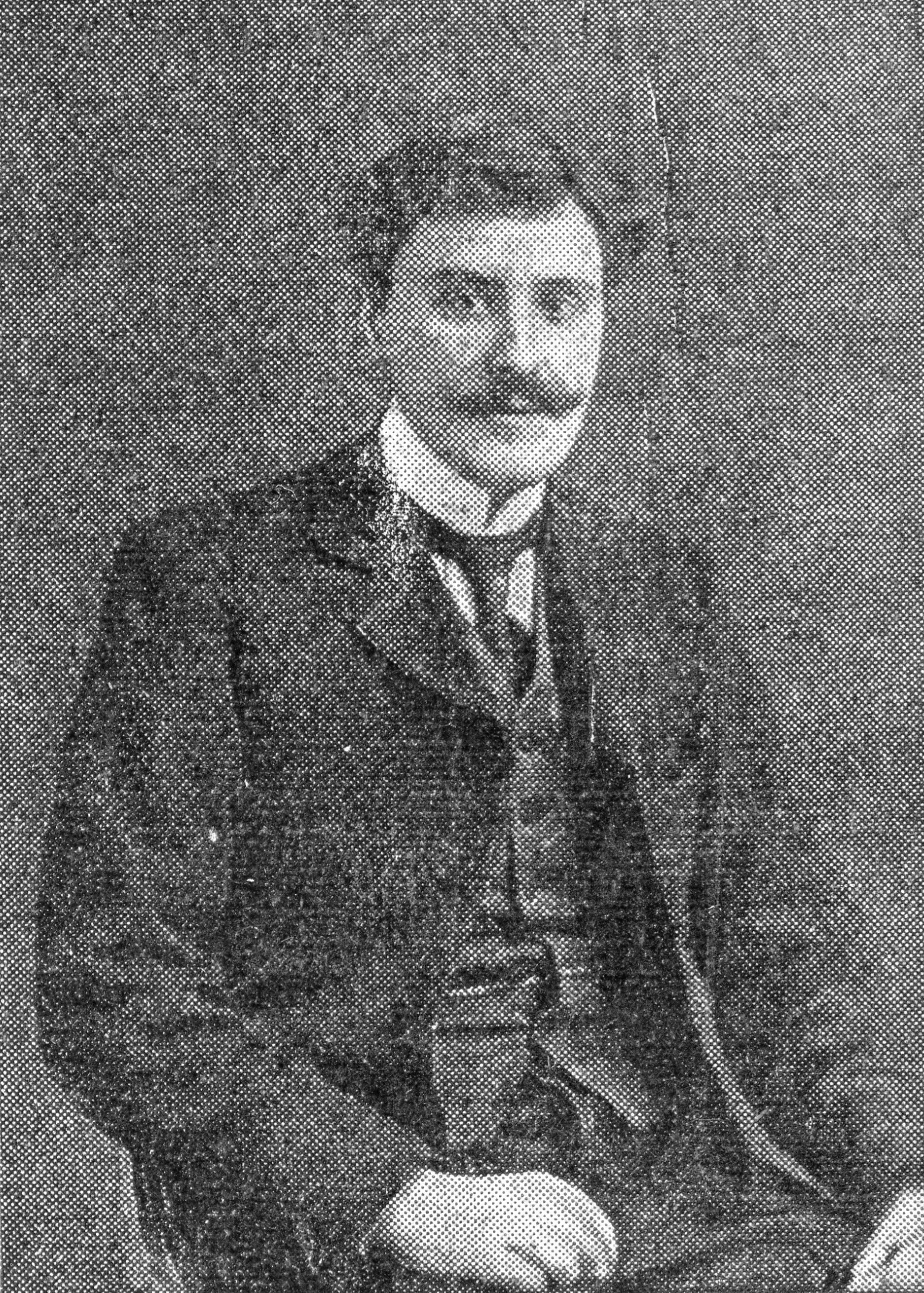
Maurice Levaillant in 1910

## Leben und Werk
Levaillant war Absolvent der École normale supérieure. Er bestand die Agrégation und wurde Gymnasiallehrer in Sens und Paris (École Alsacienne, Lycée Condorcet, Lycée Louis-le-Grand). Er habilitierte sich 1936 mit den Thèses Chateaubriand, Madame Récamier et les "Mémoires d'Outre-Tombe" 1830-1850 (Paris 1936, 1939, 1947) und (Hrsg.) Deux livres des "Mémoires d'Outre-Tombe". I. Séjour à Venise ; II. Madame Récamier (2 Bde., Paris 1936). An der Sorbonne lehrte er ab 1937 als Maître de conférences, von 1944 bis 1953 als ordentlicher Professor für französische Literatur. 1953 wurde er in die Académie des sciences morales et politiques aufgenommen. Levaillant veranstaltete zahlreiche Romantikerausgaben.
Levaillant war Offizier der Ehrenlegion. Er erhielt 1949 den Großen Literaturpreis der Académie française.

## Weitere Werke (Auswahl)

### Romanistik
- Splendeurs et misères de Chateaubriand d'après des documents inédits, Paris 1922, 1948
- (Hrsg.) Lamartine, Oeuvres choisies disposées d'après l'ordre chronologique, avec une biographie, des notes critiques, grammaticales, historiques, des notices et des illustrations documentaires, Paris  1925, 1930, 1935, 1939, 1949
- (Hrsg.) Victor Hugo, Tristesse d'Olympio fac-similé du Manuscrit autographe, avec une étude sur Victor Hugo, poète du souvenir et de l'amour d'après des documents inédits, Paris 1928
- Pierre de Nolhac, Paris 1928
- (Hrsg.) L'œuvre de Victor Hugo. Poésie. Prose. Théâtre, Paris 1931
- (Hrsg.) Lamartine, Correspondance générale de 1830 à 1848, 2 Bde., Paris 1943
- Lamartine et l'Italie en 1820, Paris 1944
- Victor Hugo, Juliette Drouet et "Tristesse d'Olympio", Paris 1945
- (Hrsg.) Chateaubriand, Mémoires d'outre-tombe. Edition du centenaire intégrale et critique, en partie inédite, 4 Bde., Paris (Flammarion) 1948, 1949-1950, 1964, 1969, 1982, 1997; augmentée de fragments inédits par Pierre Riberette, 8 Bde., Paris 1982-1985
- (Hrsg. mit Georges Moulinier)  Chateaubriand, Mémoires d'outre-tombe,  2 Bde., Paris 1946-1948, 1951, 1958-1959, 1981-1983, 1988-1990, 1990-1991 (Bibliothèque de la Pléiade); 3 Bde., Paris 1964 (préf. par Julien Gracq)
- (Hrsg.) Chateaubriand, Mémoires de ma vie. Première version des "Mémoires d'outre-tombe". Livres 1, 2 et 3, Paris 1948
- (Hrsg. unter Mitwirkung von Emmanuel Beau de Loménie) Chateaubriand, Lettres à Madame Récamier,  Paris 1951, 1998
- Le véritable Chateaubriand, Oxford 1951 (Zaharoff Lecture)
- La Crise mystique de Victor Hugo, Paris 1954
- Une amitié amoureuse. Madame de Staël et Madame Récamier, Paris 1956
- Les Amours de Benjamin Constant, Paris 1958
- Chateaubriand, prince des songes, Paris 1960

### Schöne Literatur
- Le Miroir d'étain, Paris 1906
- Le Temple intérieur. Poèmes, Paris 1910
- Les Pierres saintes. Versailles. Saint-Denis. Malmaison, Paris 1913
- Des Vers d'amour. Poèmes, Paris 1921
- La Porte d’Azur. Poèmes (1909-1914), Abbeville 1925
- Les Tombes célèbres, Paris 1926
- Entre l'ombre et mon cœur. Poème, Paris 1954